# Горно-Спанчево
Горно-Спанчево (болг. Горно Спанчево) — село в Благоевградской области Болгарии. Входит в состав общины Сандански. Находится примерно в 20 км к востоку от центра города Сандански и примерно в 67 км к юго-востоку от центра города Благоевград. По данным переписи населения 2011 года, в селе проживало 80 человек, преобладающая национальность — болгары.

## Население
| Год     | 1934 | 1946 | 1956 | 1965 | 1975 | 1985 | 1992 | 2001 | 2011 |
| ------- | ---- | ---- | ---- | ---- | ---- | ---- | ---- | ---- | ---- |
| Жителей | 257  | 336  | 386  | 325  | 245  | 204  | 184  | 144  | 80   |

|  |